# Локомотив (футбольный клуб, Свободный)
«Локомотив» — советский футбольный клуб из Свободного. В зональном турнире класса «Б» 1958 года занял 13 место, в кубке СССР — потерпел поражение в 1/8 зонального финала в том же году.